# Ulick an Fhiona Burke
Ulick an Fhiona Burke dénommé également Sir William  (mort en 1423)  est le 3e Mac William Uachtar seigneur de Clanricard de 1387 à 1423

## Biographie
Ulick ou Uilleag an Fhiona dans le surnom irlandais signifie « du vin » est le fils et successeur de Richard Óg Burke qui meurt en 1387. Son long règne est marqué par de multiples confrontations avec les puissances régionales et voisines au gré d’alliances fluctuantes relevées par les Annales.
Ulick an Fhiona contrôle la cité libre de Galway, en mars 1400 l'administration royale envisage de recruter une flotte de Bristol pour reprendre le contrôle de la ville mais en 1403 elle est toujours entre les mains des Mac William 
En 1402 Après la mort simultanée de Thomas mac Edmund Albanach, le fils de Sir Edmund Albanach de Burgh, c'est-à-dire Mac William, « seigneur des anglais de Connacht », titre qu'il avait reçu du roi Richard II d'Angleterre en 1394 et de Maolsheachlainn mac Uilliam Buidhe O'Ceallaigh, roi de Uí Maine (1381-1402). Une contestation survient entre les deux lignées héritières de la famille de Bourg dans le Connacht. Ulick, le fils de Richard Óg, est élu Mac William; comme  Walter Bourke, le fils de Thomas, mais ce dernier doit se soumettre à  Ulick Mac William de Clanricard du fait de l'antériorité supposée de sa lignée.
En 1403 une armée menée par Toirdhealbhach Óg Donn Ua Conchobhair et Muircheartach Bachach mac Domhnaill Ó Conchobhair Sligigh (1395-1403), le fils de  Domhnall mac Muircheartaigh Ó Conchobhair Sligigh (O'Connor Sligo) (mort en 1395), entre dans le Bas/Sud Connacht, afin de revendiquer la souveraineté sur le  Sil-Anmchadha. Elle progresse  ensuite vers le domaine des Clanricard, afin d'assister Ulick, le fils de Richard Burke, contre les Uí Maine et pour d'imposer la soumission aux deux partis L'année suivante. Conchobair Óg MacDermot (ou Mac Diarmata anglicisé en Cormac Mac Dermot) roi de Moylurg de 1398 à 1404 est tué tué lors d'une incursion dans les domaines de Clanricard, au cours d'un combat contre les cavaleries de Clanricard et de son allié du Thomond .
En 1407 se livre la bataille de Cill achaidh dans laquelle combattent Toirdhealbhach Ua Conchobhair Ruadh, les fils de  Maolscheachlainn mac Uilliam Buidhe O'Ceallaigh, (anglais: O'Kelly), et Mac Dermot, contre Ulick Mac William de Clanricard, et son allié  Cathal mac Ruaidhrí, le fils de Ruaidhrí mac Toirdhealbhaigh qui après la mort de Toirdhealbhach Óg Ua Conchobhair Donn, s'était attribué le titre de roi de Connacht. Cathal Ua Conchobhair, William Burke, Redmond Mac Hubert, et O'Heyne, sont faits prisonniers après un combat meurtrier pour les deux partis. Parmi les mort se trouve  Randal, le fils de Donnell Oge Mac Donnell, et John Ballagh, fils de Mac Henry. De nombreux chevaux et équipements militaires sont abandonnés sur place après la défaite.
En 1419 dépités de ne pas s'être emparé du château de Roscommon les Ua Conchobhair Ruadh et leurs alliés tournent leur attention vers le sud. Une grande armée se rassemble avec les Ua Cellaigh d'Uí Maine menés par  William Ua Ceallaigh , Walter Bourke Mac William et Cathal Dubh  le fils aîné de Toirdhealbhach Óg Ua Conchobhair Ruadh ainsi que Tomaltach an Einigh MacDermot, futur roi de Moylurg (1421-1458) ils ont avec eux plusieurs bandes de gallowglass  conduites par Mac Dubgaill et Toirdelbach Mac Domnaill. cette expédition est engagée contre le Clanricard dans le but de chasser Ulick an Fhiona Mac William de ses domaines. 
De son côté Ulick Mac William de Clannricard a recruté une autre armée importante avec le soutien de son allié Tagdh na Glaoidh Mór Ó Briain, fils de  Brian Sreamhach Ó Briain, ses parents et les nobles du Thomond et de Domnall Mac Suibne. Les deux armées se rencontre à la mouth d'Ath-lighean dans le sud du  Clann-Ricaird et une grande bataille s'engage. Mac Dubgaill ses deux fils et la plupart des  gallowglass sont tués. Toirdelbach Mac Domnaill et son fils réussissent à se sauver sains et saufs du combat; mais leurs hommes y sont tués. De plus sont capturés plusieurs Ua Ceallaigh, Donnchadh Ua Ceallaigh et William the Rough, fils de David, seigneur de  Clann-Connmaigh. William Ua Ceallaigh s'échappe du champ de bataille mais de nombreux nobles d'Uí Maine sont également tués ou capturés dans la déroute. Il n'est pas possible de déterminer ou de compter les pertes liées à cette défaite ni les prises faites par le  Clann-Ricard et les Hommes de Munster, en chevaux, équipements et otages de valeur. Cette éclatante victoire pérennise la position d'Ulick an Fhiona dans le sud du Cinnacht et lui permet des échanges fructueux de prisonniers
En 1422 toujours allié avec Tagdh Mór Ó Briain mais également cette fois à Walter Bourke, il envahit les domaines de James Butler comte d'Ormond tue plusieurs des hommes du comte et cause des dommages évalués à  6 000 livres. En 1423 Ulick Burke Mac William de Clanricard, meurt dans sa résidence après avoir vaincu  « Le Diable et le monde »

## Succession et postérité
Ulick an Fhiona Burke à pour successeur son frère cadet William mac Richard Óg Burke mais de son union avec une épouse anonyme de la famille Ó Flaherty il laisse:
- Ulick Ruadh Burke qui succédera à son oncle comme 5e Mac William Uachtar[13].
- Annabella épouse de Tagdh an Chomhaid Ó Briain
- Mary épouse de James FitzGerald 6e comte de Desmond